# Oca de les neus
L'oca de les neus (Anser caerulescens) o (Chen caerulescens) és una espècie d'ocell de la família dels anàtids (Anatidae) que cria a zones tundra del nord-est de Sibèria, Alaska i a través del nord del Canadà fins a Groenlàndia. Hiverna als Estats Units, a la llarga de la costa atlàntica, del Golf de Mèxic i dels estats del sud-oest, i també al nord de Mèxic.